# Phan Toàn Thắng
Phan Toàn Thắng (sinh năm 1968 tại Hà Nội) là một Phó Giáo sư - Bác sĩ người Việt Nam. Ông là người Việt Nam đầu tiên được cấp bằng sáng chế độc quyền về công nghệ tách chiết tế bào gốc từ màng dây rốn, bởi Cục Sáng chế và Bảo vệ thương hiệu Hoa Kỳ (USPTO), bảo hộ độc quyền ở 47 quốc gia và vùng lãnh thổ.  Ông được tờ The Straits Times của Singapore vinh danh là cha đẻ của công trình nghiên cứu về tế bào gốc từ màng dây rốn.
Phan Toàn Thắng hiện đang là giáo sư tại Trường đại học Y Yong Loo Lin - Đại học Quốc gia Singapore, Chủ tịch Hội đồng chuyên môn cho thương hiệu Kaapvaal - sản phẩm hỗ trợ làm lành vết thương của Vaalbara Biotech Group từ 2021. Ông có nhiều công trình nghiên cứu trong lĩnh vực tế bào gốc, có ứng dụng đi vào đời sống tại nhiều quốc gia, bao gồm cả ở Việt Nam.

## Tiểu sử
- Phan Toàn Thắng sinh năm 1968 tại Hà Nội, trong một gia đình công chức nghèo.[9]
- Bác sĩ Phan Toàn Thắng tốt nghiệp Học viện Quân y năm 1991
- Từ 1991 đến 1996, ông công tác tại Viện Bỏng quốc gia.
- Từ năm 1997, ông sang làm việc tại Bệnh viện đa khoa Singapore
- Từ năm 2002 đến 2004, ông công tác tại Hagey Laboratory về Y học tái tạo, ĐH Stanford (Mỹ).
- Từ 2005 đến nay là cán bộ giảng dạy tại Đại học Quốc gia Singapore.

## Đóng góp ở Việt Nam
Phan Toàn Thắng đã đào tạo 3 đợt miễn phí cho các đồng nghiệp cũ ở Viện Bỏng quốc gia về công nghệ nuôi cấy tế bào da cho điều trị vết thương và bỏng. Là người tìm ra công nghệ tách tế bào gốc từ cuống dây rốn, ông mong muốn sớm đưa công nghệ sản xuất tế bào gốc về Việt Nam. Công nghệ này sẽ giúp điều trị nhiều căn bệnh nan y như ung thư, chống lão hóa, bỏng, tiểu đường. Ngoài ra công nghệ này còn có ứng dụng chăm sóc sắc đẹp.

## Giải thưởng
- Giải thưởng Khoa học trẻ của Hội đồng nghiên cứu y khoa quốc gia Singapore.[9][11]
- Giải thưởng Khoa học quốc tế của Hội đồng nghiên cứu Phẫu thuật tạo hình Mỹ.[9][11]